# Le rane (singolo)
Le rane è un brano musicale della band italiana Baustelle estratto come secondo singolo dall'album I mistici dell'Occidente.

## Il brano
Parlando del brano, Francesco Bianconi ha dichiarato in una intervista:
(Francesco Bianconi)

## Tracce
Download digitale
1. Gli spietati - 4:23

## Il video
Il video musicale prodotto per Le rane è stato diretto da Lorenzo Vignolo e prodotto da Angelo Stramaglia della Starlight Film Factory in collaborazione con la Apulia Film Commission. Le riprese del video sono state effettuate in Puglia, ed esattamente fra Torre Guaceto, San Vito dei Normanni e Bari. L'idea del video è di Francesco Bianconi, frontman dei Baustelle, che si è ispirato al film I quattrocento colpi di François Truffaut.